# 印加豆
印加豆是一种原产于南美洲的果实。它属于豆科中的含羞草亚科。亚马逊土著人广泛种植印加豆，用于遮阴、食物、木材、药材和生产酒精饮料“cachiri”。它在秘鲁、厄瓜多尔、委内瑞拉、圭亚那和哥伦比亚很受欢迎。其属名 Inga 来源于南美图皮人的名称（ingá），而种名 edulis 是拉丁语"可食用"的意思。印加豆的通用名称“冰淇淋豆”暗示了果肉的甜味和光滑质地。

## 形态
印加豆树为常绿性大乔木，有偶数羽状复叶，叶长约15厘米。花小形，白色，有香味，穗状花序，长约20厘米。果实汁液白色，成熟时开裂。种子椭圆形，黑色，外包皮被白色果肉，味香甜。

## 种植
印加豆在其新热带扩散区内的农林复合系统中被广泛种植。这种种植形式与咖啡或可可种植有紧密联系，自前哥伦比亚时期以来就广为人知。印加豆种子的发芽相对容易，因为它们通常在豆荚内就已经开始发芽。然而，种子在储存两周后会失去发芽能力。印加豆可直接播种，但是已经具有一定高度的幼苗的建立可以减少与有害杂草的竞争。此外，在贫瘠土壤中接种根瘤菌和菌根真菌被推荐以促进生长。这些接种物可以通过收集成熟的、有根瘤的印加豆群落的土壤、瘤和细根轻松产生。印加豆似乎对害虫和疾病耐受。在幼苗阶段可能因真菌攻击而造成轻微损害。成熟的印加豆树可能被鳞翅目幼虫完全吃掉叶子。此外，果蝇幼虫常常损害种子的种皮。在厄瓜多尔，印加豆特别容易受到槲寄生的侵扰。